# Haydnpark
Haydnpark er et parkanlæg i Østrigs hovedstad Wien i bydelen 12. Bezirk, Meidling. Parken blev anlagt i 1926 på resterne af den lukkede kirkegård Hundsturmer Friedhof, der blev nedlagt, da man anlagde Wiener Zentralfriedhof i 1874. Navnet på parken er en erindring om komponisten Joseph Haydn, der blev begravet på den oprindelige kirkegård.
Haydnpark har et areal på ca. 26.500 m² på grænsen til bydelen 5. Bezirk, Margareten.

## Historie
Hundsturmer Friedhof blev etableret i 1784, som en følge af kejser Joseph II.'s reformer, der i Østrig skabte overgangen til oplysningstiden. Joseph II. havde bestemt, at kirkegårde ikke måtte findes indenfor Wiens bymure, og derfor anlagde man fem nye kirkegårde, hvoraf Hundsturmer var den ene af dem. De øvrige var Sankt Marxer Friedhof, Matzleinsdorfer Friedhof, Währinger Friedhof og Schmelzer Friedhof. Navnet fik Hundsturmer Friedhof fra den by uden for Wien, hvor den blev placeret, og navnet benyttes fortsat om bydelen indenfor 12. Bezirk. Med sine 31.000 m² var den i 1783 etablerede kirkegård den mindste af de nye kirkegårde.
I 1848 blev kirkegården midtpunkt i kampene under Wiener Oktoberrevolutionen på grund af dens strategiske placerig umiddelbart ved Wiens forsvarlinje ved Gürtel (Linienwall).
Biedermeier-stilen var udpræget på Hundsturmer Friedhof. Sammen med prægtige empiregravstene og stenengle fandtes mange grave fra højtstående borgere, hvilket gav sig udtryk i mange specielle gravstensindskrifter.

## Kendte begravede
Den vel mest prominente begravede på Hundsturmer Friedhof er Joseph Haydn, der døde den 31. maj 1809 og allerede blev bisat på den lille kirkegård dagen efter. Det var ikke muligt at give Haydn en pompøs begravelse, da franske tropper under Napoleon havde besat Wien på dette tidspunkt. 
Andre kendte personligheder, der var begravet på Hundturmer Friedhof, var malerne Jakob Gauermann og Josef Danhauser. Disse blev senere overført til æresgrave på Wiener Zentralfriedhof.

## Forvandlingen til Haydnpark
Åbningen af Zentralfriedhof i 1874 var samtidig også enden på de fem gamle kirkegårde, og Hundturmer Friedhof blev således nedlagt. I de følgende årtier tog udvidelsen af Wien til gennem nedlæggelsen af den gamle forsvarslinje, udbygningen af Gürtelstraße og indlemmelsen af forstæderne. I 1926 anlagde man et nyt stort boligbyggeri Reumannhof, og man omformede så den gamle kirkegård til en rekreativ park med et (ikke længere eksisterende) børnebad.
I dag erindrer den delvis bevarede gravsten fra 1814 om såvel Joseph Haydn med indskriften Non omnis moriar ("Jeg dør ikke helt") som at dette en gang var en kirkegård.
Den offentlige park vedligeholdes af Wiens parkforvaltning. Indenfor parken findes et 7.500 m² stort ungdomssportsanlæg til sportsarterne håndbold, volleyball og atletik.
48°10′54″N 16°20′46″Ø / 48.1817°N 16.3461°Ø